# Daniel Abma

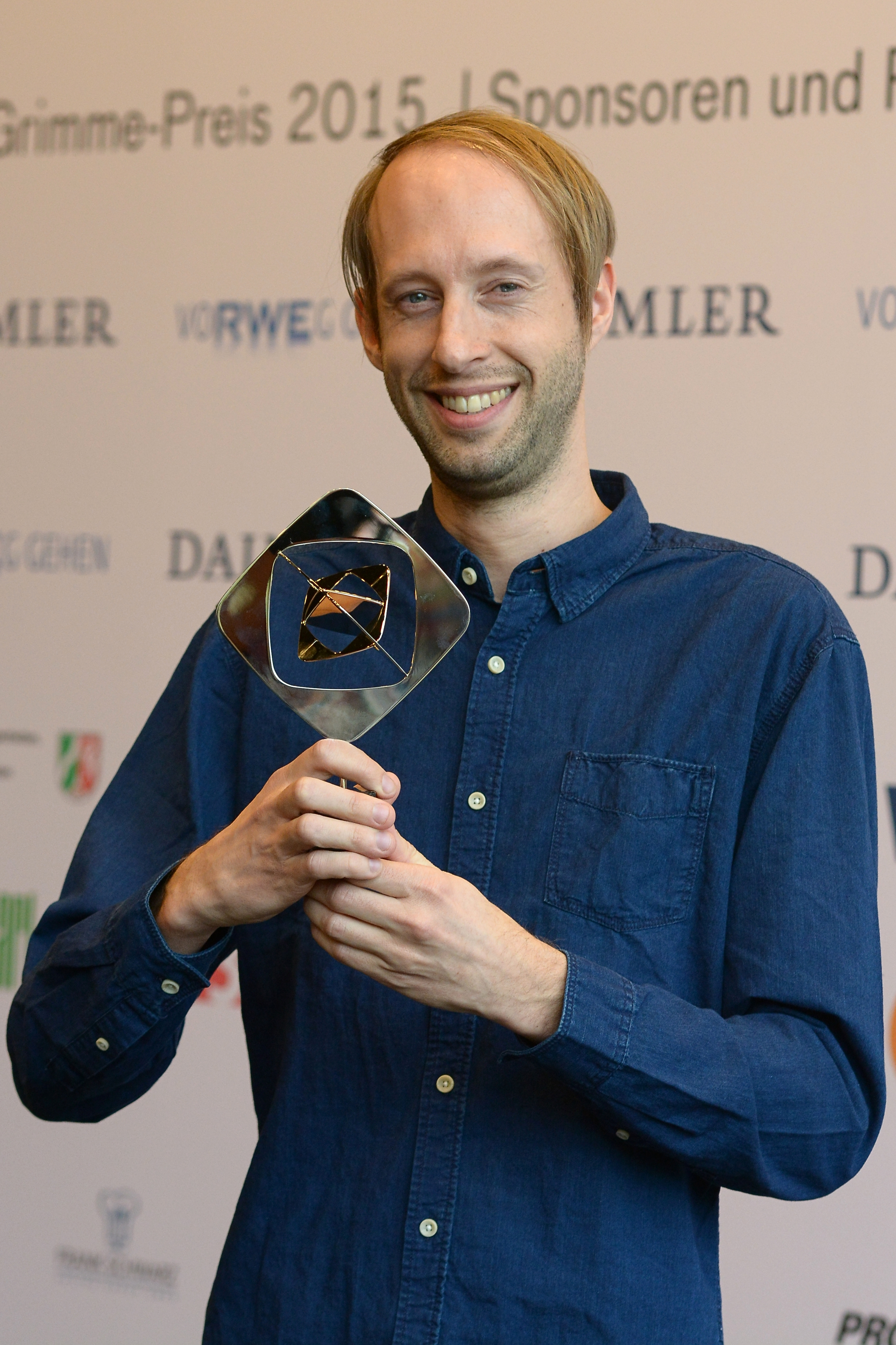
Daniel Abma bei der Grimme-Preis-Verleihung 2015

Daniel Abma (* 1978 in Westerbork, Niederlande) ist ein niederländischer Filmregisseur.

## Leben und Wirken
Daniel Abma absolvierte zunächst ein Studium der Grundschulpädagogik und übersiedelte anschließend von Amsterdam nach Berlin, wo er zunächst als Medienpädagoge tätig war. Ab 2008 studierte er das Fach Filmregie an der Filmuniversität Babelsberg Konrad Wolf in Potsdam.
Seine Dokumentarfilme Nach Wriezen (2012), Transit Havanna (2016) und Autobahn (2019) wurden weltweit auf Filmfestivals gezeigt und gewannen mehrfach Preise (z. B. Grimme-Preis für Nach Wriezen).
Seit 2017 ist Abma Dozent für Dokumentarfilmregie an der Filmuniversität Babelsberg und wirkt außerdem in Europa als Tutor bei Pitch-Trainings auf Filmfestivals, zum Beispiel Cinedoc Tbilisi, Baltic Sea Docs Riga und Docudays Kiev.
Er war von 2018 bis 2022 Mitglied der Auswahlkommission für das DOK-Leipzig Filmfestival, wo er auch Filmgespräche moderierte.

## Filmografie (Auswahl)
- 2012: Nach Wriezen
- 2014: Vorwärtsgang
- 2016: Transit Havana
- 2019: Autobahn
- 2024: Im Prinzip Familie

## Auszeichnungen
- 2015: Grimme-Preis – Nach Wriezen